# Timothy Mofolorunso Aluko
Timothy Mofolorunso Aluko (Ilesha, 1918 - Lagos, 1 de maio de 2010) foi um escritor nigeriano.

## Obra
- One Man, One Matchet (1964)
- Kinsman and Foreman (1966)
- Chief the Honourable Minister (1970)
- His Worshipful Majesty (1973)
- My Years of Service (1994) (autobiografía)